# 西川孝治郎
西川 孝治郎（にしかわ こうじろう、1896年9月5日 - 1990年8月28日）は、日本の簿記収集家・研究者、商学者。

## 経歴
1896年9月5日、大阪府生まれ。1920年に神戸高等商業学校を卒業して三菱商事に入社し会計部経理課長、会計部長代理などを歴任。その後三菱石油でも経理部長、取締役監査役等をつとめた。1964年には日本大学商学部教授に就任し、1968年、商学博士の学位を取得。1981年にアメリカ会計史学会 (The Academy of Accounting Historians) から終身会員の称号を授与された。1990年8月28日、老衰により死去。
昭和の初期から古書店に通って明治期の簿記書を収集し、自らこれを「ライフワーク」と称した。西川のコレクションはアメリカ会計学会からも高く評価され、1982年、その蔵書419冊は一橋大学附属図書館に「西川孝治郎文庫」として寄贈された。

## 著書
- 「日本簿記史談」（同文館、1971年）
- 「文献解題・日本簿記学生成史」（雄松堂、1982年）

ほか、論文が多数ある。